# Live at Mile High Music Festival
Live at Mile High Music Festival è un album dal vivo della Dave Matthews Band del 2008. Nella prima settimana di vendite, l'album ha debuttato alla posizione numero 97 nelle classifiche statunitensi. Il concerto comprendeva molte vecchie canzoni come Don't Drink the Water, Two Step e #41, così come canzoni più recenti come Corn Bread e Eh Hee. Questo è il primo album ad essere pubblicato dalla band senza il sassofonista LeRoi Moore e il primo a presentare Bela Fleck e il sassofonista dei Flecktones Jeff Coffin per l'intero set. Coffin ha sostituito Moore dopo che questo è rimasto ferito in un incidente automobilistico. Moore è poi morto il 19 agosto 2008, di polmonite, quasi un mese dopo questa esibizione. Anche Tim Reynolds è stato ospite del set completo, come ha fatto durante il tour estivo del 2008.
L'album è stato pubblicato il 16 dicembre 2008.

## Tracce
Disco uno
1. Don't Drink the Water (David J. Matthews) – 7:13
2. You Might Die Trying (Carter Beauford, Stefan Lessard, Matthews, LeRoi Moore, Boyd Tinsley, Mark Batson) – 7:29
3. Eh Hee (Matthews) – 4:25
4. Two Step (Matthews) – 14:05
5. Proudest Monkey (Beauford, Lessard, Matthews, Moore, Tinsley) – 8:10 »
6. Satellite (Matthews) – 5:07
7. Corn Bread (Matthews, Batson) – 6:42

Disco due
1. Sledgehammer (Peter Gabriel) – 5:55
2. Stay (Wasting Time) (Lessard, Matthews, Moore) – 6:53
3. Old Dirt Hill (Bring That Beat Back) (Beauford, Lessard, Matthews, Moore, Tinsley, Batson) – 5:12
4. Jimi Thing (Matthews) – 14:57
5. #41 (Beauford, Lessard, Matthews, Moore, Tinsley) – 15:11
6. Tripping Billies (Matthews) – 6:38
7. So Damn Lucky (Matthews, Stephen Harris) - 8:09

Disco tre
1. So Much to Say (Peter Griesar, Matthews, Tinsley) – 5:46 »
2. Anyone Seen the Bridge? (Beauford, Lessard, Matthews, Moore, Tinsley) – 1:59 »
3. Too Much (Beauford, Lessard, Matthews, Moore, Tinsley) – 5:10 »
4. Ants Marching (Matthews) – 8:50
5. Gravedigger (Matthews) – 4:49
6. Louisiana Bayou (Beauford, Lessard, Matthews, Moore, Tinsley, Batson) – 7:30
7. Thank You (Falettinme Be Mice Elf Agin) (Sly Stone) – 8:17

## Formazione
- Dave Matthews - chitarra, voce
- Boyd Tinsley - violino
- Stefan Lessard - basso
- Carter Beauford - batteria, percussioni

Ospiti:
- Jeff Coffin - sassofono
- Rashawn Ross - tromba, flicorno
- Tim Reynolds - chitarra